# Mourvilles-Hautes
Mourvilles-Hautes (okzitanisch Morvilas Nautas) ist eine französische Gemeinde mit 170 Einwohnern (Stand: 1. Januar 2022) im Département Haute-Garonne in der Region Okzitanien (vor 2016 Midi-Pyrénées). Die Gemeinde gehört zum Arrondissement Toulouse und ist Mitglied im Gemeindeverband Communauté de communes Aux sources du Canal du Midi. Die Bewohner werden Mourvillois und Mourvilloises genannt.

## Geografie

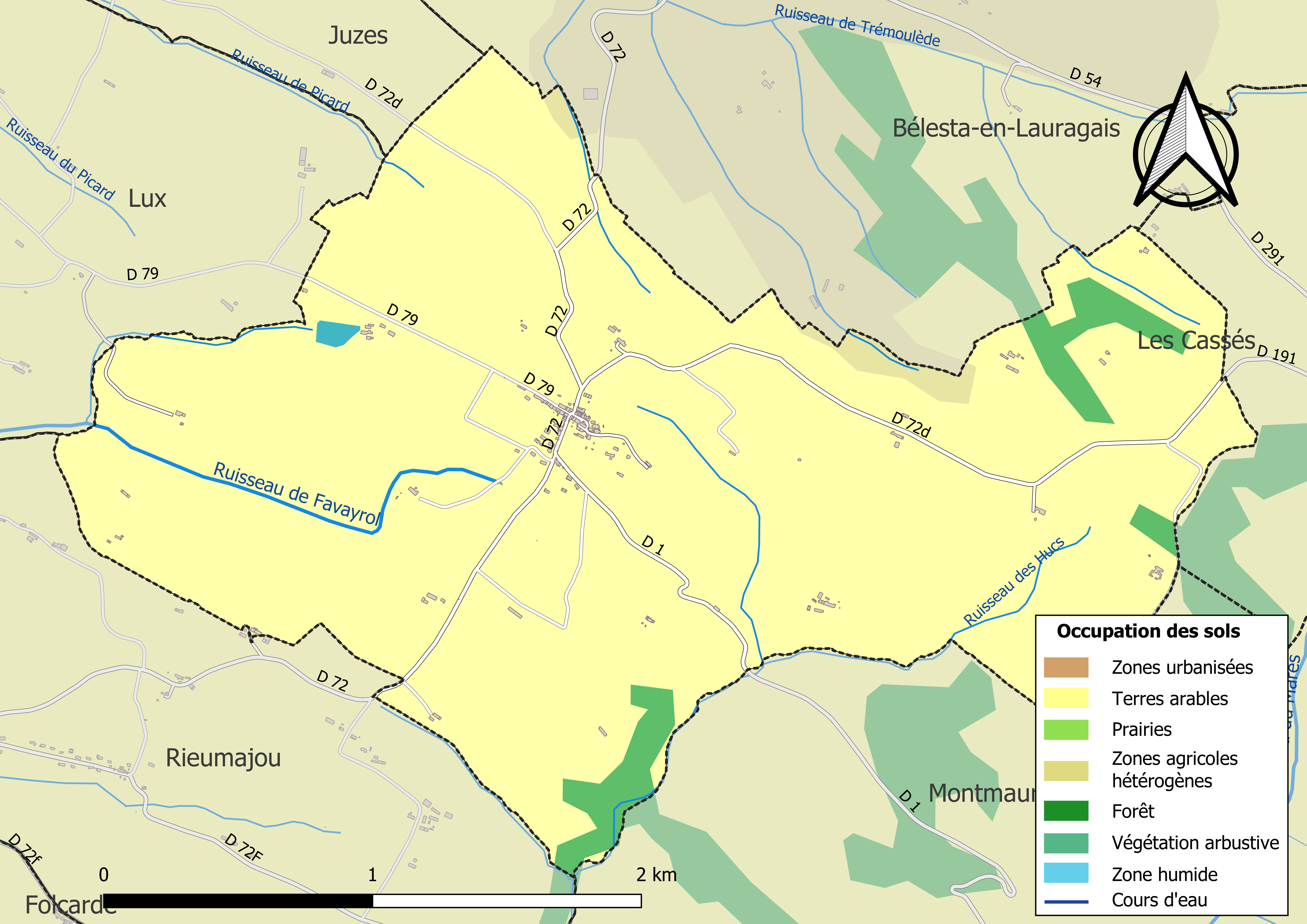
Bodennutzung, Hydrografie und Infrastruktur der Gemeinde (2018)

Mourvilles-Hautes befindet sich in der historischen Landschaft des Lauragais am östlichen Rand des Départements an der Grenze zum benachbarten Département Aude, etwa 50 Kilometer nordwestlich von Carcassonne und etwa 36 Kilometer südöstlich von Toulouse. Die Gemeinde liegt im Einzugsgebiet der Garonne und wird vom Ruisseau de Favayrol, vom Ruisseau de Picard, vom Ruisseau des Hucs sowie von verschiedenen kleineren Bächen entwässert.
Das Gebiet von Mourvilles-Hautes ist Teil der ZNIEFF-Naturzonen „Ancienne carrière de Bélesta-en-Lauragais“ (730030373), „Coteaux bordant les ruisseaux du Marès et des Hucs“ (730030514) und „Coteaux le long du Favayrol“ (730030519). 96,5 % der gesamte Fläche der Gemeinde werden landwirtschaftlich genutzt, 3,5 % sind bewaldet.
Umgeben wird Mourvilles-Hautes von den Nachbargemeinden Bélesta-en-Lauragais im Norden, Les Cassés (Département Aude) im Osten, Montmaur (Département Aude) im Südosten, Rieumajou im Süden und Südwesten, Lux im Westen und Nordwesten sowie Juzes im Nordwesten.

## Bevölkerungsentwicklung
| Jahr                      | 1962 | 1968 | 1975 | 1982 | 1990 | 1999 | 2006 | 2013 | 2020 |
| Einwohner                 | 140  | 119  | 120  | 122  | 134  | 167  | 156  | 167  | 166  |
| Quelle: Cassini und INSEE |      |      |      |      |      |      |      |      |      |

## Sehenswürdigkeiten
- Die Kirche Sainte-Madeleine wurde 1329 erbaut. Das Gebäude hat ein Langhaus mit vier Jochen, die durch eingelassene, mit skulptierten Kapitellen verzierte Halbsäulen getrennt sind. Die Höhe des Langhauses wurde durch Einbau eines Ziegelgewölbes aus dem Jahr 1771 verringert. Der fünfseitige Chor ist mit einer Täfelung versehen, die das zu Beginn des 20. Jahrhunderts eingestürzte Gewölbe ersetzt. Drei Kapellen im Norden und zwei im Süden öffnen sich zum Langhaus. Der Glockenturm stammt sicherlich aus dem 19. Jahrhundert. Die Kirche ist seit 1970 als Monument historique eingeschrieben.
- Eine kegelstumpfförmige, turmartige Mühle wurde aus Backstein auf einem Hügel errichtet und trägt über dem Sturz eines ihrer beiden ebenerdigen Eingänge die Jahreszahl 1680. Diese doppelte Öffnung ist für die Region ungewöhnlich. Im Erdgeschoss befinden sich die beiden Mühlsteinpaare, ein häufiges Gerät in Windmühlen des Lauragais. Diese vor dem Ersten Weltkrieg stillgelegte Mühle wurde 1948–50 von Raymond Pastre, Mühlenschreiner aus Mourvilles-Hautes, restauriert und von Marius Hébrard wieder in Betrieb genommen. Er stattete es 1953–54 mit einem 12 PS starken Leroy-Elektromotor und einem Getreidemahlwerk aus. Die Mühle wurde 1962 angehalten. 1991 wurde sie von der Gemeinde gekauft und im Jahr 2000 restauriert. Außen wurde der Turm beschichtet, das Dach und die Flügel wurden ersetzt und alle inneren Mechanismen mit Ausnahme der Schleifräder und der Motorwelle erneuert, damit sie funktionieren kann. Das Äußere der Mühle ist seit 1965 als Monument historique eingeschrieben.
- Die 1571 erbaute Windmühle ist die älteste im Südwesten Frankreichs. Ihre ebenfalls sehr alten mechanischen Elemente stammen teilweise aus dem 17. Jahrhundert. Ihr kegelstumpfförmiger Turm mit einer Doppeltreppe, Flügeln mit hölzernen Querträgern, die sich unter der Wirkung des Steerts drehen lassen, und einem Lattendach werden durch für ihr Alter außergewöhnliche Mahlmechanismen vervollständigt. Die Mühle ist mit einer anderen, denkmalungeschützten Mühle aus dem 18. Jahrhundert und einem Müllerhaus verbunden, das 1988 in die alte Mühle aufgenommen wurde. Diese Schutzmaßnahmen sind das Ergebnis ethnologischer Forschungen, die in Lauragais durchgeführt wurden. Fassaden und Dächer des Müllerhauses sind seit 1988 als Monument historique eingeschrieben, die Mühle mit ihrem bestehenden Mechanismus seit 1991 klassifiziert.

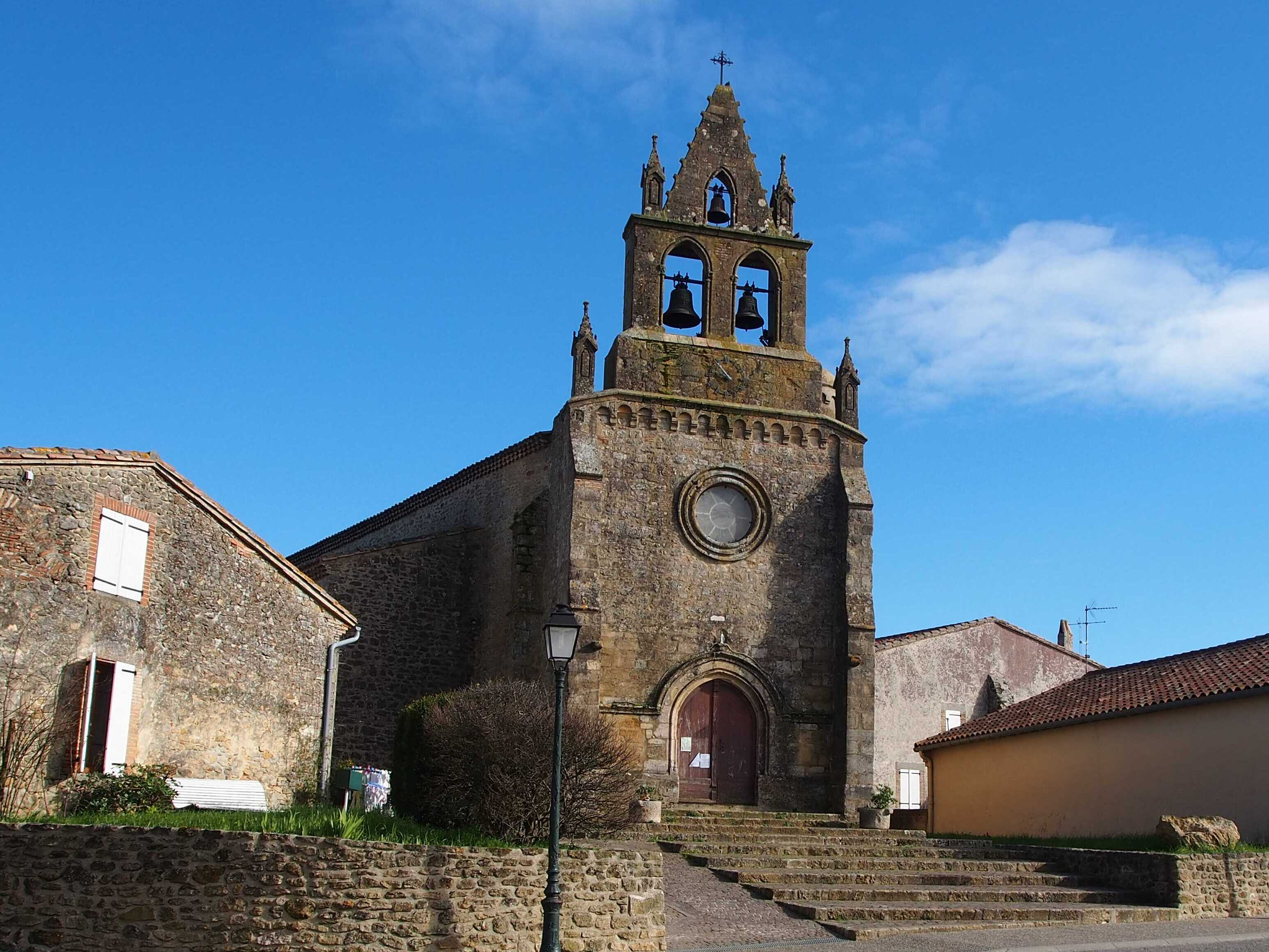
Kirche Sainte-Madeleine
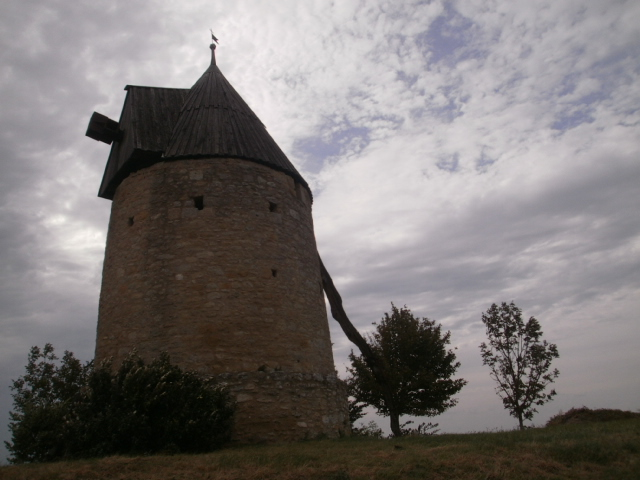
Windmühle

## Verkehr
Die Gemeinde liegt fernab größerer Verkehrsachsen. Die nachrangigen Departementsstraßen 72, 72D und 79 stellen Verbindungen zu den benachbarten Gemeinden her.

## Persönlichkeiten
- Jean Grégoire Barthélemy Rouger de Laplane (1766–1837), Divisionsgeneral, geboren und verstorben in Mourvilles-Hautes